# Bogdan Wnętrzewski
Bogdan Wnętrzewski (ur. 2 grudnia 1919 w Kielcach, zm. 11 września 2007) – polski architekt, jeden z pierwszych więźniów niemieckiego obozu koncentracyjnego Auschwitz (nr obozowy 40).

## Życiorys
Był absolwentem gimnazjum klasycznego w Przemyślu i Państwowej Szkoły Budownictwa w Jarosławiu, którą ukończył w 1938 r., dostając się następnie na studia na Politechnice Lwowskiej, których nie rozpoczął z powodu wybuchu wojny we wrześniu 1939 r.
Aresztowany 7 maja 1940 r. w Radymnie k. Jarosławia przez Gestapo i Ukraińców, początkowo przetrzymywany był w tarnowskim więzieniu, a 14 czerwca tego samego roku został deportowany z pierwszym transportem więźniów do obozu Auschwitz-Birkenau. W obozie otrzymał nr 40. Pracował w obozowej kuchni SS. W grudniu 1944 r. przetransportowany do obozu koncentracyjnego KL Dachau, gdzie otrzymał nr obozowy 134428. Pracownik obozowej rzeźni. Po wyzwoleniu obozu przez Amerykanów powrócił do Polski.
Absolwent Wydziału Architektury Politechniki Warszawskiej z 1950 r., w tym samym roku został członkiem SARP. Pracował między innymi w Biurze Odbudowy Stolicy, oraz Mostostalu. W latach 1962–1976 pracował jako inżynier w Ghanie. Twórca i współtwórca wielu obiektów przemysłowych, a także adaptacji, rozbudowy i przebudowy już istniejących. Wstawił się za wcześniejszym zwolnieniem przez Sowietów z więzienia esesmana Adolfa Prema, który służył w obozie w Oświęcimiu jako komendant Brotmagazin (magazyn żywności dla SS) i według Wnętrzewskiego był przyzwoitym człowiekiem.
Pochowany 18 września 2007 r. na cmentarzu ewangelicko-augsburskim w Warszawie (aleja 38, miejsce 1).